# Lata dagar med dig
Lata dagar med dig är ett album av dansbandet Flamingokvintetten, släppt 1997. Det placerade sig som högst på 46:e plats på den svenska albumlistan.

## Låtlista
1. I din famn är världen så skön
2. Sista kvällen med gänget
3. Lata dagar med dig
4. Kom igen en annan gång
5. Tiden läker alla sår
6. Gjorda för varandra
7. Ingen jag älskar som dig
8. Regnbågens land
9. Är du ensam nu i kväll
10. Hjärtats sång
11. Varje litet steg
12. Du är min längtan

## Listplaceringar
| Lista (2009) | Topplacering |
| ------------ | ------------ |
| Sverige      | 46           |